# 林区登特莱恩
林区登特莱恩是德国巴伐利亚州的一个市镇。总面积18.01平方公里，总人口2326人，其中男性1150人，女性1176人（2011年12月31日），人口密度129人/平方公里。